# Gradus, les procédés littéraires

Gradus, les procédés littéraires (Dictionnaire) est un gradus de poétique et de rhétorique en langue française, élaboré par Bernard Dupriez et qui est une référence en matière de notions littéraires.
L'ouvrage contient 1 200 définitions, 1 500 remarques, 3 000 citations d'auteurs et 4 000 références littéraires en exemples.